# Келіко (мова)
Келіко (Kaliko) — центральносуданска мова. Нею розмовляють у Демократичній Республіці Конго та Південному Судані.
Раніше келіко вважалась діалектом мови Омі.